# Eden (Idaho)
Pour les articles homonymes, voir Eden.
Eden est une ville américaine située dans le comté de Jerome en Idaho.

## Démographie
| 1920 | 1930 | 1940 | 1950 | 1960 | 1970 |
| ---- | ---- | ---- | ---- | ---- | ---- |
| 359  | 409  | 413  | 456  | 426  | 343  |

| 1980 | 1990 | 2000 | 2010 | - | - |
| ---- | ---- | ---- | ---- | - | - |
| 355  | 314  | 411  | 405  | - | - |

Selon le recensement de 2010, Eden compte 405 habitants. La municipalité s'étend sur 0,32 mille carré (0,83 km2).